# Calyptranthes kiaerskovii
Calyptranthes kiaerskovii är en myrtenväxtart som beskrevs av Carl Karl Wilhelm Leopold Krug och Ignatz Urban. Calyptranthes kiaerskovii ingår i släktet Calyptranthes och familjen myrtenväxter. IUCN kategoriserar arten globalt som akut hotad. Inga underarter finns listade i Catalogue of Life.